# 高塘郡
高塘郡，中国南北朝时设置的郡。
南朝梁天监二年（503年），改松滋县置，治所在高塘县（今安徽省宿松县）。辖境约当今安徽省宿松县地。属晋州。隋朝开皇三年（583年），废郡设高塘县。 